# عمارت سهام‌الدوله

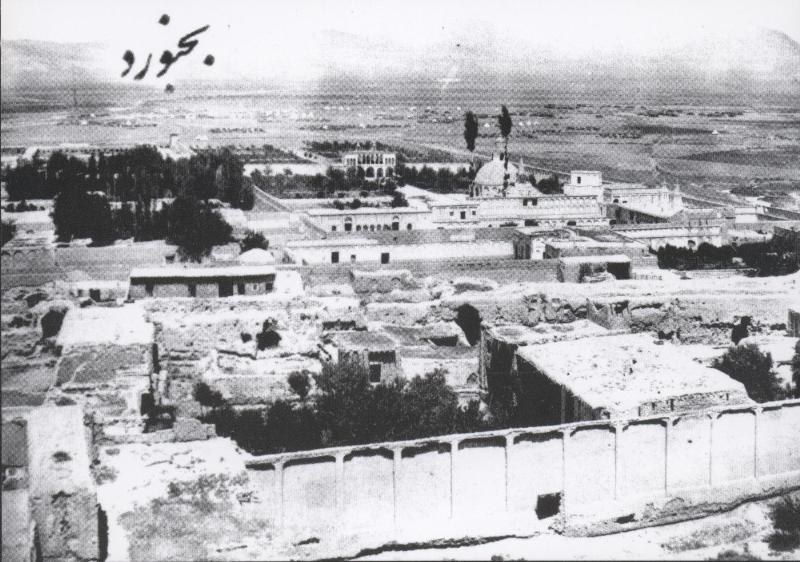
نمایی از شهر بجنورد در دوران قاجاریه، عمارت سهام‌الدوله در قسمت بالای عکس مشخص است.

عمارت سهام‌الدوله از جمله عمارت‌های حکومتی سردار یارمحمدخان سهام‌الدوله ملقب به سردار مفخم حاکم بجنورد در حکومت قاجاریه، که در میان باغی واقع در شمال شهر بجنورد قرار داشت.

## ویژگی‌های عمارت
پس از عبور از یک خیابان سنگ‌فرش و عریض و گذر از زیر سر درب زیبای دو طبقه‌ای، عمارت نمایان می‌شد. چند تن از سیاحان درسفرنامه‌هایشان به این بنا اشاره نموده‌اند. از جمله ناصرالدین‌شاه قاجار در سفرنامه دوم خود می‌نویسد:
آخر خیابان و آخر شهر، خانه سهام‌الدوله است … وارد خانه شدیم. دیوان‌خانه بسیار قشنگ خوبی دارد. حوض طولانیِ خیلی خوبِ خوش وضعی در وسط خانه است. حوض‌خانه خیلی خوبی دارد. قنات مخصوص هم دارد که از توی همین حوض به قدر دو سه سنگ آب صاف خوب در می‌آید. وسط حوض‌خانه هم حوض قشنگی دارد که آب صاف بسیار خوبی در کمال لطافت از توی آن می‌جوشد. تمام زمین و حوض و ازاره حوض‌خانه نگاه می‌کند. حمام کوچک خوش وضع مرمری هم دارد. در خود بجنورد معدن سنگ مرمر دارد. اما مرمرش به لطافت و صفای مرمرهای معادن دیگر نیست. الحق عمارت و حوض‌خانه و باغچه سهام‌الدوله در کمال سلیقه ساخته است.
میرزا محمدعلی محلاتی مشهور به حاجی سیاح نیز در سفرنامه خود از این بنا اینگونه نام برده است:
در بجنورد به عمارت ایشان (یارمحمدخان سهام‌الدوله) وارد شدیم، عمارت خیلی قشنگ، پاک، باصفا در وسط باغی دلگشا که پر از میوه‌جات و مرکبات بود، نهرهای آب جاری و فواره‌ها به حوض‌ها افشان و حمام پاکی داشت.
این بنا سالها بعد در دوران حکومت پهلوی تخریب شد.